# Четрнаеста изложба УЛУС-а (1952)
Четрнаеста изложба УЛУС-а (1952) је трајала током новембра и децембра 1952. године.  Одржана је у галеријском простору Удружења ликовних уметника Србије односно у Уметничком павиљону "Цвијета Зузорић", у Београду.

## Каталог
Нацрт за корице је израдио Петар Младеновић.

## Оцењивачки одбор
Чланови оцењивачког одбора:

### Сликарска секција
1. Стојан Аралица
2. Александар Кумрић
3. Михаило С. Петров
4. Иван Радовић
5. Боривоје Стевановић
6. Сава Николић

### Вајарска секција
1. Лојзе Долинар
2. Радета Станковић
3. Миша Поповић

## Излагачи

### Сликарство
1. Милета Андрејевић
2. Даница Антић
3. Стојан Аралица
4. Селимир Барбуловић
5. Боса Беложански
6. Михаил Беренђија
7. Никола Бешевић
8. Јован Бијелић
9. Милан Божовић
10. Милена Велимировић
11. Миодраг Војић
12. Лазар Вујаклија
13. Бета Вукановић
14. Оливера Вукашиновић
15. Живан Вулић
16. Слободан Гавриловић
17. Оливера Галовић
18. Слободан Гарић
19. Ратомир Глигоријевић
20. Драгомир Глишић
21. Милош Голубовић
22. Никола Граовац
23. Винко Грдан
24. Ксенија Дивјак
25. Дана Докић
26. Амалија Ђаконовић
27. Матија Зламалик
28. Ксенија Илијевић
29. Небојша С. Јелача
30. Мара Јелесић
31. Александар Јеремић
32. Богољуб Јовановић
33. Гордана Јовановић
34. Милош Јовановић
35. Вера Јосифовић
36. Оливера Кангрга
37. Радивоје Кнежевић
38. Лиза Крижанић
39. Јован Кукић
40. Гордана Лазић
41. Александар Лакић
42. Шана Лукић
43. Александар Луковић
44. Милан Маринковић
45. Душан Миловановић
46. Предраг Милосављевић
47. Милан Минић
48. Вукосава Михаиловић
49. Петар Младеновић
50. Фрањо Мраз
51. Живорад Настасијевић
52. Мирјана Николић-Пећинар
53. Сава Николић
54. Владислав Новосел
55. Лепосава Ст. Павловић
56. Споменка Павловић
57. Јефто Перић
58. Јелисавета Ч. Петровић
59. Васа Поморишац
60. Ђорђе Поповић
61. Милан Поповић
62. Божидар Продановић
63. Бата Протић
64. Божидар Раднић
65. Влада Радовић
66. Иван Радовић
67. Ђуро Радоњић
68. Милан М. Радоњић
69. Сава С. Рајковић
70. Глигорије Самојлов
71. Слободан Кр. Сотиров
72. Младен Србиновић
73. Бранко Станковић
74. Вељко Станојевић
75. Боривоје Стевановић
76. Владимир Стојановић
77. Живко Стојсављевић
78. Светислав Страла
79. Вера Ћирић
80. Милорад Ћирић
81. Антон Хутер
82. Јадвига Четић
83. Оливера Чохаџић-Радовановић
84. Милена Чубраковић

### Вајарство
1. Градимир Алексић
2. Милан Бесарабић
3. Марко Брежанин
4. Вука Велимировић
5. Дарослава Вијоровић
6. Матија Вуковић
7. Анте Гржетић
8. Сретен Даниловић
9. Олга Јанчић
10. Јелена Јовановић
11. Милован Крстић
12. Франо Менегело-Динчић
13. Небојша Митрић
14. Димитрије Парамендић
15. Славка Петровић-Средовић
16. Сава Сандић
17. Славољуб Станковић
18. Ристо Стијовић
19. Ратимир Стојадиновић
20. Петар Убовић
21. Јосиф Хрдличка
22. Јелисавета Шобер

### Цртежи – графика
1. Градимир Алексић
2. Петар Бибић
3. Војин Величковић
4. Лазар Вујаклија
5. Бошко Вукашиновић
6. Димитрије Живадиновић
7. Спасоје Јараковић
8. Небојша Јелача
9. Владимир Поп-Захаријев
10. Милан Поповић
11. Светозар Радаковић
12. Јованка Рашић
13. Ратимир Руварац
14. Јелена Ћирковић
15. Илија Шобајић
16. Бранко Шотра